# The Damage Done
«The Damage Done» es el disco sencillo debut del dueto inglés identificado con el movimiento de rock gótico, The Sisters of Mercy, formado por Andrew Eldritch y Gary Marx, producido y publicado en 1980 sólo en disco de vinilo de 7 pulgadas, de manera independiente a través del sello discográfico Merciful Release, que fundó Eldritch para tener control de este proyecto musical.
En esa primera experiencia del grupo, Andrew Eldritch tocó la batería y Gary Marx se encargó de la guitarra, insertándose más bien en la corriente post-punk de esa época, aunque con acercamientos al incipiente rock gótico.
El tema epónimo, «The Damage Done», escrito por Eldritch, tuvo un impacto menor, aunque se llegó a tocar en directo, de hecho hasta dos años después publicaron un segundo sencillo; los dos lados B, «Watch» y «Home of the Hitmen», fueron escritos por Marx. Nunca se publicó en CD, aunque los tres temas aparecieron en 1992 en la compilación Some Girls Wander by Mistake.

## Listado de canciones
| Lado A |                   |          |  |
| N.º    | Título            | Duración |  |
| 1.     | «The Damage Done» | 3:05     |  |

| Lado B |                      |          |  |
| N.º    | Título               | Duración |  |
| 1.     | «Watch»              | 3:13     |  |
| 2.     | «Home of the Hitmen» | 0:30     |  |